# Psephidonus humboldtianus
Psephidonus humboldtianus är en skalbaggsart som beskrevs av Thomas Casey 1893. Psephidonus humboldtianus ingår i släktet Psephidonus och familjen kortvingar. Inga underarter finns listade i Catalogue of Life.